# Brancott Estate
Brancott Estate - бренд, найбільшого виробника вина в Новій Зеландії прийнятий Pernod Ricard з 2010 року.
Назва походить від його винного заводу Brancott у Бленгеймії. Таку назву було обрано, щоб зменшити плутанину на ринку Сполучених Штатів з винами штату Монтана.
Винзавод був досить значним протягом історії виноробства Нової Зеландії. 

## Історія вин Монтана
Монтану заснували хорватські імігранти  Іван та Аманда Юкіч (Юкичі), які посадили свої перші виноградні лози в 1934 році в Титірангі, розташованому в хребтах Вайтакере на захід від Окленда. Перше вино було продано в 1944 р., а до 1960 р. було вже висаджено 10 га виноградників. У 1961 році сини Івана, Мате та Френк створили компанію Montana Wines. До кінця 1960-х років компанія значно розширилася, висадивши виноградну лозу на землі на південь від Окленда. У 1973 році компанія розширилася на Гісборн та Мальборо. Монтана була зареєстрована на Новозеландській фондовій біржі, спочатку як "Corporate Investments Limited", а потім як Вина Монтани. Він був головним спонсором нагород Новою Зеландією в Монтані з 1994 по 2009 рр. 
У 2000 році Монтана придбала вина Corbans Wines, другий за величиною на той час виробник у Новій Зеландії. При цьому контроль  продажів вин на внутрішньому ринку  становила 60% та значно збільшився експорт вина в країні. Потім,в 2001 році, сама Монтана була прийнята британською фірмою Allied Domecq, після того, як врешті перевершила Lion Nathan.  В 2005 році Allied Domecq була придбана Перно Рікардом.
У 2010 році Перно Рікард розпродав кілька своїх брендів, включаючи Corbans Wines та Lindauer   іншим великим новозеландським винним операторам. 

## Винні заводи

Частина виноградників Бранкотт, Мальборо.

Вина Montana  мали кілька винзаводів по всій країні.

### Виноробня Бранкотт
Виноробня Бранкот була відкрита в 1977 році і виробляє всі її вина Мальборо (переважно Совіньон Блан), та  вино з виноградників Вайпара. Вона розташована на Державному шосе 1, на південь від Бленгейма.Тут пресують багато винограду для ігристих вин Монтани. На виноробному заводі Тамакі проводиться вторинне бродіння.

### Винзавод Church Road
Виноробня Church Road, заснована в 1897 році є однією з трьох найстаріших у затоці Хоукс. Перший комерційний сорт Каберне Совіньйон у Новій Зеландії був вироблений Томом Макдональдом у 1949 році. Об’єкт Church Road був придбаний Монтаною в 1988 році. Останніми роками винний завод збільшив свою діяльність та розширив асортимент бренду Church Road.

### Винзавод Корбанс
Винзавод Corbans заснований компанією McWilliam's Wines у 1981 році. У 1984 році власники змінилися на Cooks , у 1987 році на Corbans, у 2000 році на Montana . Це був більш комерційний об'єкт, в порівнянні з Church Road, і сприяв брендам Longridge, Verde, Huntaway, Corbans та Robard & Butler. В 2010 році торгова марка Corbans була продана Lion. В 2012 році винзавод був закритий, а більша частина його виробництва перейшла до заводу Church Church.

### Виноробня Монтана Гісборн
Виноробний завод Montana Gisborne був одним з найбільших виноробних підприємств у країні. В 1973 році оригінальна установка в Монтані була придбана  завдяки бізнесу, заснованому Фредріхом Вонсідлером. У 1986 році було включено сусідній об'єкт від Penfolds NZ , а у 2000 році - Corbans . У 2010 році Pernod Ricard продав виноробню та деякі асоційовані бренди партнерству Lion Indevin.

### Винний завод Тамакі
Вина Монтани розливаються на винному заводі Tamaki в Окленді, відкритому в 1975 році. Всі ігристі вина проходять вторинне бродіння (в пляшці) в Окленді.

## Ключові марки
Pernod Ricard управляє кількома різними брендами в Новій Зеландії. Розташовані приблизно за порядком престижу.

### Церковна дорога

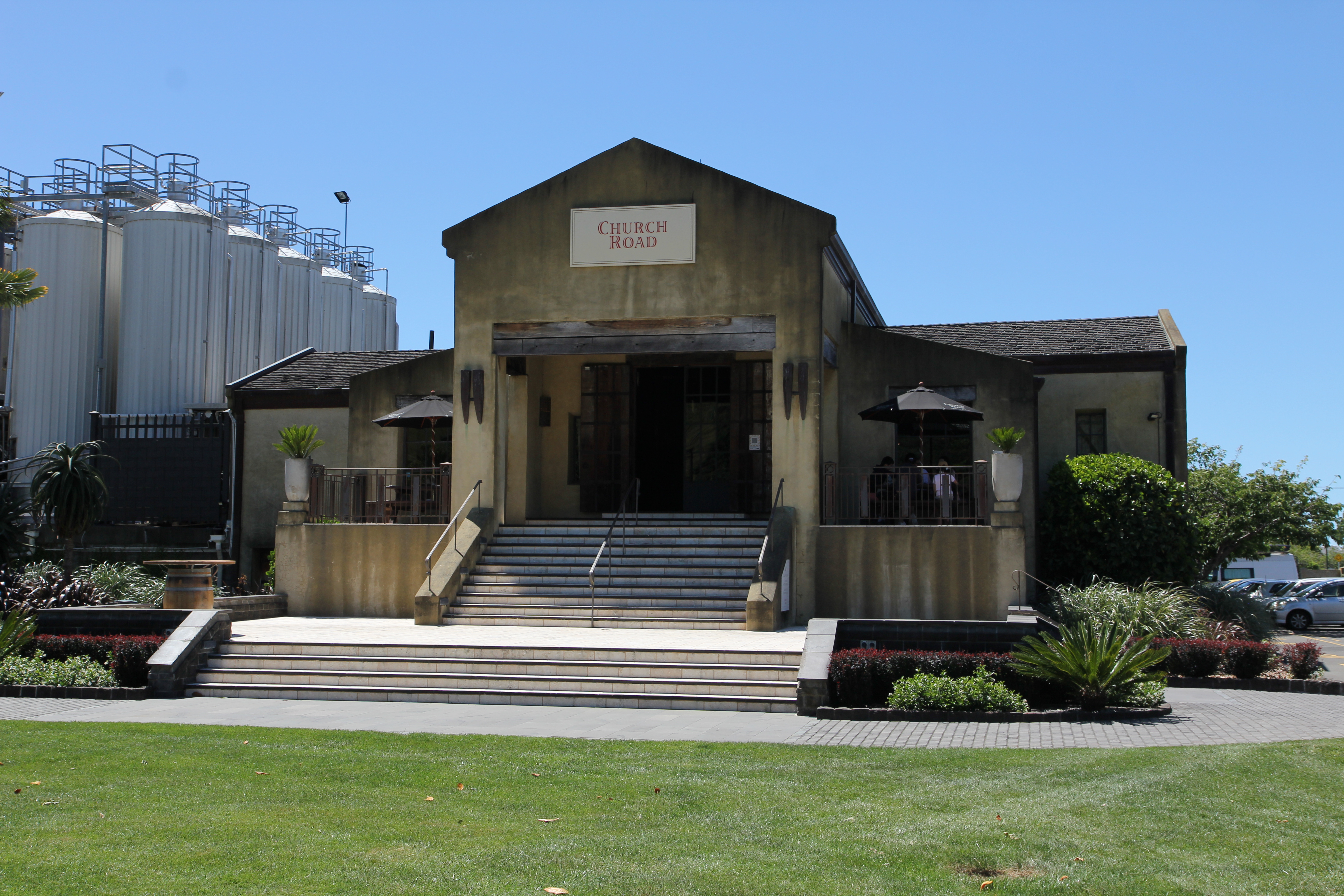
Двері льоху Church Road

Флагманський бренд представляє спочатку винзавод Тома Макдональда, виноробня Church Road у Тарадейлі поблизу Нейпіра. Тут виробляються переважно суміші Мерло - Каберне,  Шардоне, Сира,  Совіньйон Блан та Піно Грі у декілька рівнів. У залежності від ціни, вина Tom  є одними з найдорожчих вин Нової Зеландії. Далі йдуть асортименти Grand Reserve та McDonald Series і нарешті доступний асортимент дешевих білих етикеток вин Church Road .

### Вина Монтана, садиба Бранкотт
У 2010 році Montana Wines було перейменовано в Brancott Estate, де її вина вже продавались більше десяти років під цією маркою. Сьогодні лише  серія вин «Винороб» носить торгову марку Монтана в межах Нової Зеландії, оскільки все ще існує сильне визнання бренду Монтана та асоціація з винами Нової Зеландії. 
У штаті Монтана є кілька рівнів вин під маркою Brancott Estate. Найпрестижніша марка  - це Letter Series - асортимент вин, що випускаються лише в Мальборо.
- Серія листів; "B" Sauvignon Blanc, "O" Chardonnay, "P" Gewürztraminer, "T" Pinot Noir, "R" Sauvignon Gris, "F" Pinot Gris.

Доступні винні серії (без певного замовлення);
- Серія виноробів у Монтані
- Серія Estate Brancott
- Університет Бранкотт, окремий регіон, серія Терруар
- Серія листів Бранкотт-Естейт
- Серія органічних живих земель Brancott Estate
- Бранкотт Естейт Політ з низьким вмістом алкоголю
- Ігристі серії Brancott Estate (включаючи блискучі совіньйон-блан і піно-сире)

### Deutz
Преміум-бренд ігристого вина в Монтані співпрацює з французьким Champagne Deutz з 1988 року
- Deutz Marlborough Cuvée
- Дойтц Блан де Блан
- Deutz Pinot Noir Cuvée.

### Стоунлі
Стоунлі - виноградник на базі Мальборо. Він виробляє в основному білі вина середнього класу і використовує у винограднику світлі камені, щоб відбивати сонячне світло в навісі для поліпшення дозрівання. 